# Merritt Giffin

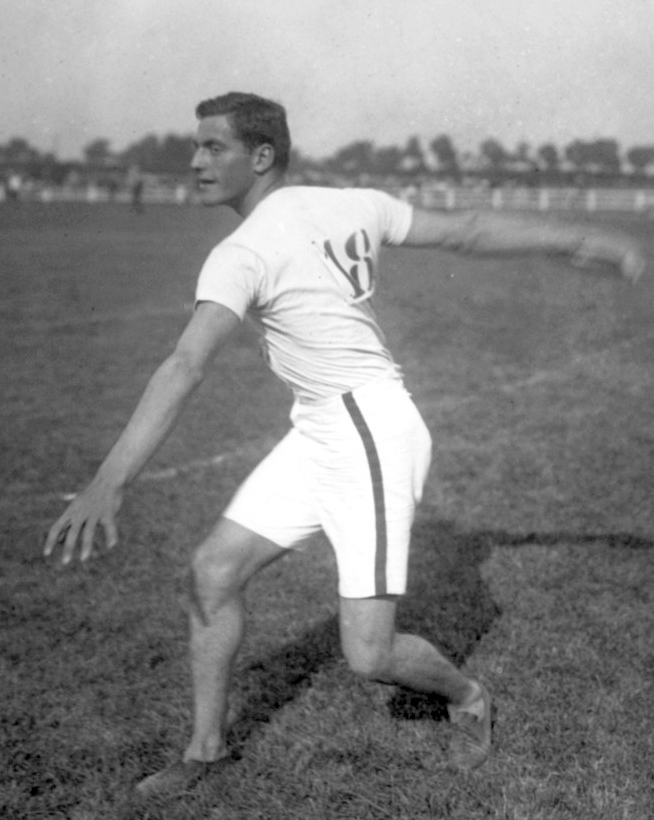
Merritt Giffin, 1908.

Merritt Giffin (Merritt Hayward Giffin; * 20. August 1887; † 11. Juli 1911 in Joliet, Illinois) war ein US-amerikanischer Diskuswerfer.
Bei den Olympischen Spielen 1908 in London gewann er mit 40,70 m die Silbermedaille hinter Martin Sheridan (40,89 m) und vor Bill Horr (39,44 m).
Seine persönliche Bestleistung von 42,06 m stellte er im selben Jahr auf. 1910 wurde er US-Meister.